# Do You Remember Rock 'n' Roll Radio?
 (juin 2023).
Si vous disposez d'ouvrages ou d'articles de référence ou si vous connaissez des sites web de qualité traitant du thème abordé ici, merci de compléter l'article en donnant les références utiles à sa vérifiabilité et en les liant à la section « Notes et références ».
Do You Remember Rock 'n' Roll Radio? est un single du groupe The Ramones enregistré entre 1979 et 1980 avant de sortir le 16 mai 1980.
Le single produit par Phil Spector provient de l'album End of the Century. La chanson s'éloigne des débuts Punk, se rapprochant d'une musique plus mélodieuse dans laquelle on entend synthétiseur, trompette, saxophone et piano. Elle est devenue l'une de leurs chansons les plus contestataires. 
Sur le single, on trouve également la chanson I want you around écrite par les Ramones.
Dans le 3e volet de la trilogie de Shrek, l'introduction de ce morceau est audible en musique de fond, à un moment où Shrek est au collège où il cherche Arthur.

## Liens
- Les paroles de la chanson
- Une vidéo de la chanson